# Чугуївська спостережна станція
Чугуївська спостережна станція НДІ астрономії Харківського національного університету імені В. Н. Каразіна (також Обсерваторія Гракове, на честь сусіднього великого села Гракове) — астрономічна обсерваторія, розташована в районі села Іванівка, Чугуївський район, Харківська область, в безпосередній близькості від радіотелескопа УТР-2 (підпорядкованого іншій установі — Радіоастрономічному інституту НАНУ).
Спостережна станція була заснована з ініціативи академіка Барабашова на початку 1960-х років, коли стало зрозуміло, що світлове забруднення вже не дозволяє проводити якісні астрономічні спостереження в межах Харкова. В обсерваторії працював найбільший в Харківській області 70-сантиметровий телескоп і ряд менших телескопів. В 2022 році спостережна станція була сильно пошкоджена та розграбована російськими окупантами.
До війни у спостережній станції проводились фотометричні спостереження астероїдів, пошук екзопланет, спостереження метеорів. Розташована в підвалі двоповерхового будинку спостерігачів лабораторія когерентної оптики зробила значний внесок у розробку методів спекл-інтерферометрії.

## Розташування
Спостережна станція розташована у Чугуївському районі Харківської області. Хоча найближче до обсерваторії село — Іванівка, іноді спостережну станцію називають обсерваторією Гракове, за назвою іншого, більш віддаленого села. Поруч з обсерваторією проходить автошлях М 03 Харків — Ростов-на-Дону, якою курсують приміські автобуси Харків — Ізюм. Впритул до спостережної станції прилягає радіотелескоп УТР-2, підпорядкований Радіоастрономічному інституту НАНУ.

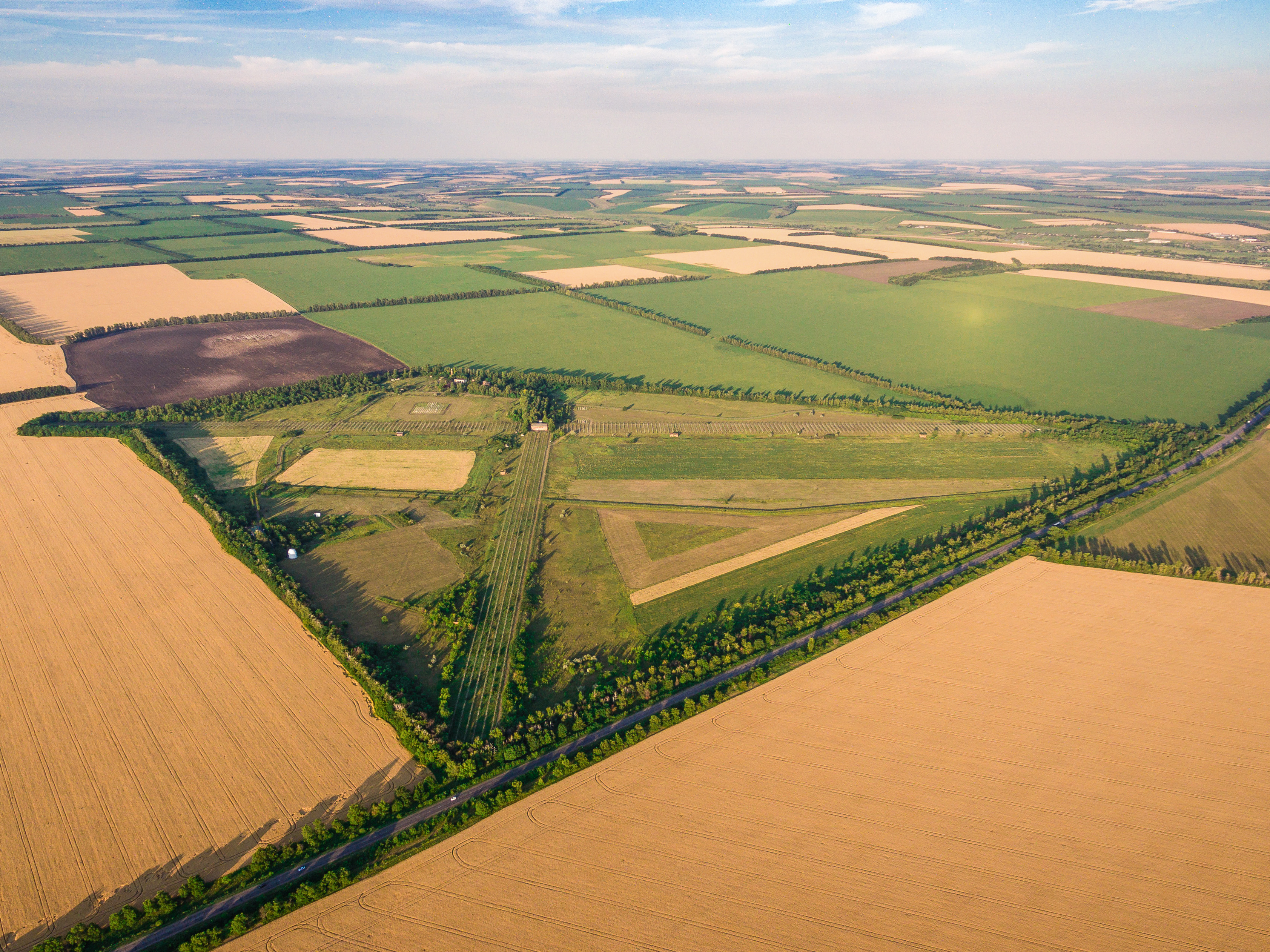
Спостережна станція (ліворуч), УТР-2 та траса М 03
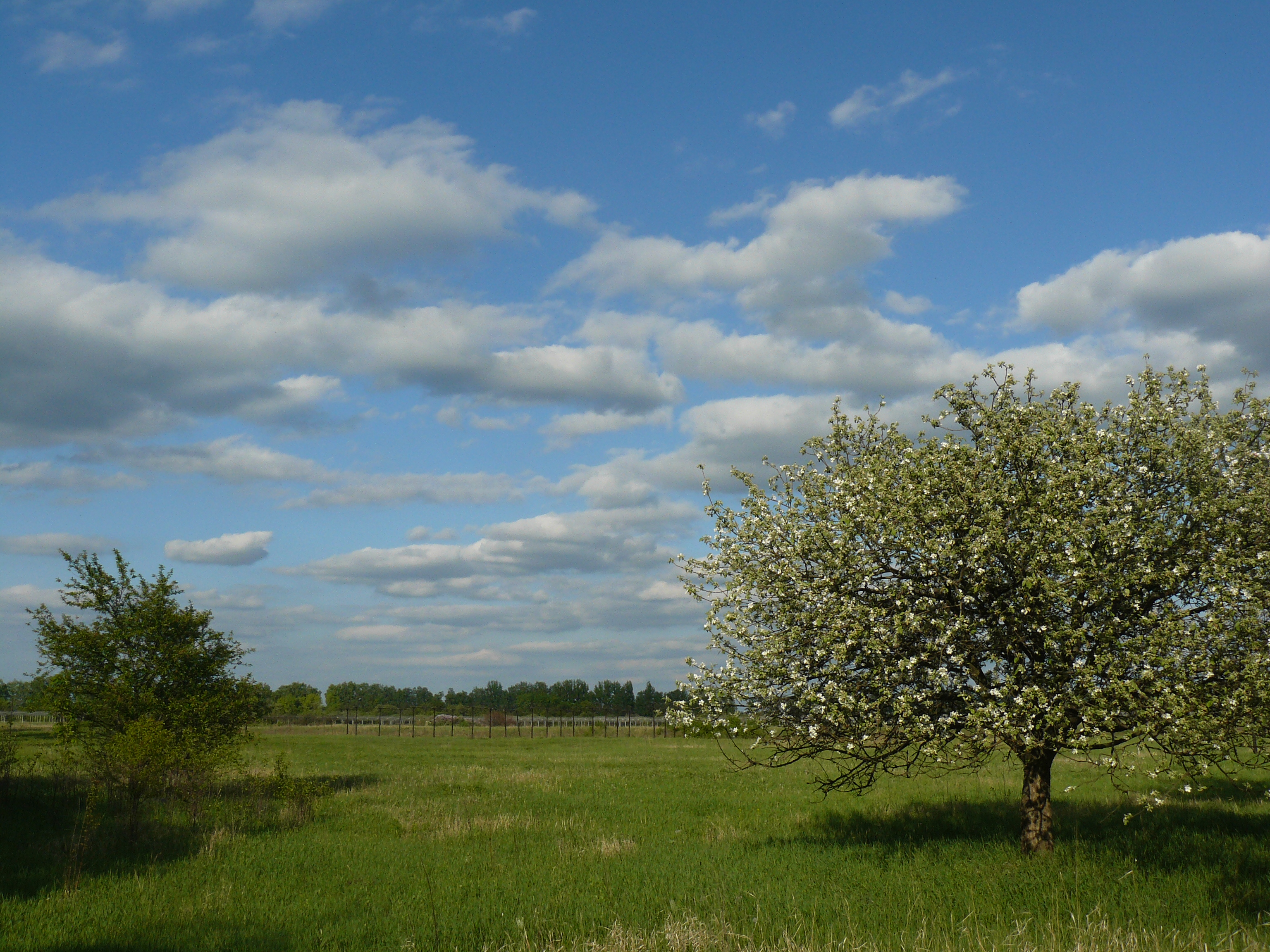
Вид зі станції на антени радіотелескопа

## Історія

### Передісторія
Ідея перенесення астрономічних інструментів Харківської обсерваторії за межі міста через світлове забруднення виникла ще в 1930-х роках. У 1934 році ідея була підтримана наркомом освіти УРСР Затонським. У 1936 році було затверджено проєкт будівництва обсерваторії на пагорбі в районі станції Водяне, за 25 км від Харкова. Реалізації проекту завадили кадрова плутанина, викликана сталінськими репресіями, і війна.

### Заснування спостережної станції
В результаті розпочатих 1957 року космічних перегонів зросла потреба держави в астрономічних дослідженнях, що призвело до збільшення фінансування та розвитку обсерваторії. В 1962 році під керівництвом директора обсерваторії Миколи Барабашова була заснована спостережна станція в Чугуївському районі. В 1963 році на ній були встановлені планетний телескоп АЗТ-8 з діаметром дзеркала 70 см і сонячний телескоп АФР-2.

### Російсько-українська війна
Територія станції була окупована росіянами в перші ж тижні Російського вторгнення в Україну, на початку березня 2022 року, а звільнена українською армією під час Слобожанського контрнаступу у вересні 2022 року. Протягом шести місяців окупації на спостережній станції перебували російські солдати, які сильно пошкодили й пограбували станцію.
Російські солдати жили в будівлі обсерваторії, залишивши по собі купи мотлоху, написи на дверях, вкравши і розтрощивши багато речей. В підвалі вони, ймовірно, облаштували свій бункер і спали прямо на когерентно-оптичному процесорі зображень, — національному надбанні України, на якому були виконані піонерські роботи зі спекл-інтерферометрії. З майстерні винесли майже все обладнання. На горищі облаштували вогневі точки для снайперів, у дворі — бліндаж з ящиків та шаф. На стіні одноповерхового будинку («будиночок Акимова») намалювали мішень і стріляли по ній з вогнепальної зброї, сильно пошкодивши будинок.
Окупанти викрали електричні мотори, які забезпечували рух телескопа АЗТ-8 і відкривання купола телескопа Бейкера-Шмідта. З обох телескопів зняли дорогі ПЗЗ-камери й використали їх як мішені в тирі перед «будиночком Акимова». Розбили блоки керування рухом телескопа АЗТ-8. Викрали метеорний патруль — установку з 5 відеокамер для постійного огляду неба в пошуках метеорів. Викрали комп'ютери, що використовувались для керування телескопами. Під час риття окопів росіяни перебили електричний кабель, що позбавило обсерваторію електрики.
Після звільнення станції співробітники НДІ астрономії на зібрані кошти провели консервацію приміщень та обладнання, щоб захистити їх від погодних умов та вандалізму. Тривалий час територія станції залишалася замінованою, на ній знаходили нерозірвані снаряди та уламки ракет.
|                              |
| Вікна, пошкоджені обстрілами |

|                     |
| Вкрадений комп'ютер |

|                         |
| Мішень на стіні будівлі |

|                                    |
| ПЗЗ-матриці, використані як мішені |

## Інструменти обсерваторії

### Телескоп АЗТ-8

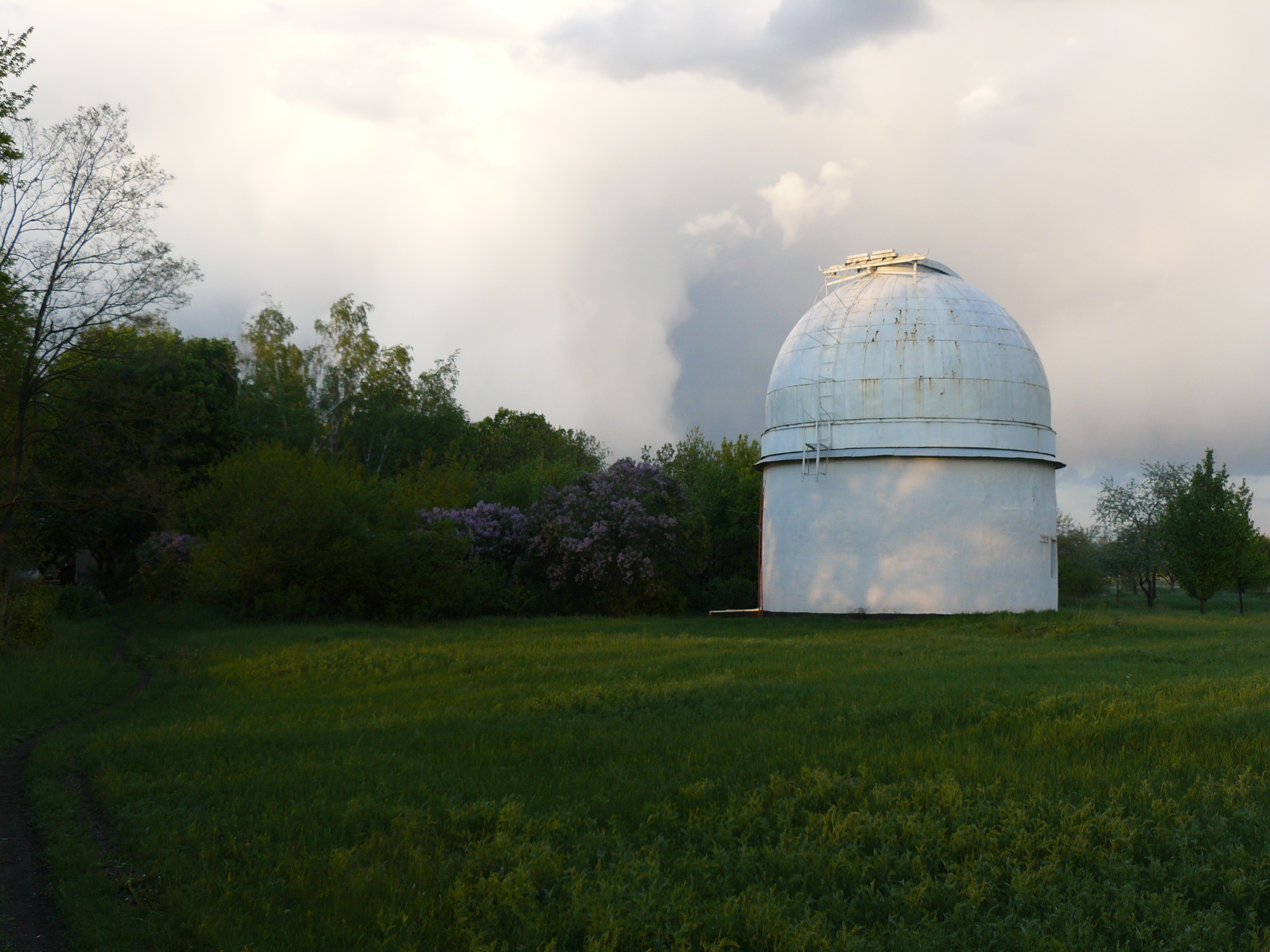
Купол телескопа АЗТ-8

Телескоп має діаметр головного дзеркала D = 70 см і три змінні оптичні системи: дві касагренівські з фокусними відстанями 28 м та 11.2 м та одну ньютонівську. Телескоп введено в дію у 1965 році. Спочатку спостереження проводилися за допомогою фотопластинок, які виявлялися відразу на спостережній станції. В 2001 на телескопі була встановлена ПЗЗ-матриця IMG 1024S американської фірми FLI.
На телескопі проводилися спостереження поверхонь Місяця та планет, астрометрія слабких зір, вивчення комет. В XXI столітті майже весь спостережний час телескопа приділявся вивченню астероїдів. Крім того, телескоп входив до мережі підтримки спостережень гамма-спалахів.

### Хромосферно-фотосферний телескоп АФР-2
Донедавна телескоп АФР-2 використовувався для спостережень фотосфери та хромосфери Сонця, зокрема дослідження активних процесів у хромосфері. Завдяки розвитку спостережень Сонця космічними апаратами у 2000-х роках, телескоп АФР-2 морально застарів.
Павільйон телескопа був використаний для будівництва нового телескопа системи Бейкер-Шмідт, який планувалося використовувати для астрофізичних досліджень, зокрема для спостережень екзопланет.

### Прилади в приміщеннях спостережної станції
У лабораторно-житловому корпусі спостережної станції знаходиться когерентно-оптична установка, включена до Реєстру наукового національного надбання України. Встановлена на спостережній станції в 1974 році, вона стала однією з перших у світі установок для усунення розмиття астрономічних зображень атмосферою методом спекл-інтерферометрії. Установка використовувалася для обробки фотографій поверхні Марса автоматичними міжпланетними станціями Марс-3, Марс-4, Марс-5 та обробки спостережень проходження Меркурія по диску Сонця 9 травня 1970 року. За роботи, проведені на установці, співробітники обсерваторії Дудінов, Станкевич, Цвєткова та Шкуратов отримали Державну премію в галузі науки та техніки.
У лабораторії спостережної станції знаходиться прилад, який використовувався для вивчення оптичних властивостей зразків ґрунту, схожих на реголіт небесних тіл Сонячної системи.